# Low-Life
Low-Life ist das dritte Studioalbum der englischen Band New Order. Es wurde im Mai 1985 bei Factory Records unter der Label-Nummer „FACT 100“ veröffentlicht.

## Entstehung
Das Album wurde von der Band selbst produziert und 1984 in den Jam Studios, London, und den Britannia Row Studios, Islington, London aufgenommen.

## Gestaltung
Das Artwork des Albums ist die einzige Veröffentlichung von New Order, die Fotos der Bandmitglieder auf dem Cover enthält. Auf dem Cover ist zunächst Schlagzeuger und Keyboarder Stephen Morris zu sehen. Im Inneren der Hülle befinden sich vier Fotos und ein halbtransparentes Stück Papier mit dem Namen der Band, sodass ausgewählt werden kann, welches Bandmitglied durch die Hülle gesehen wird.

## Veröffentlichung und Rezeption
Dem Album erschien im Mai 1985 bei Factory Records. Zugleich erfolgte die Veröffentlichung der Vollversion von The Perfect Kiss als Single (nur eine bearbeitete Version erscheint auf dem Album). John Robies Remix von Sub-Culture wurde auch als 12"-Single veröffentlicht. Diese beiden Extended Versions wurden schließlich in die Kompilation Substance 1987 aufgenommen.
Im Jahr 2008 wurde das Album in einer Collector’s Edition mit einer Bonus-CD erneut veröffentlicht, einschließlich der 17-minütigen Vollversion von Elegia, die bisher nur auf einer limitierten CD des 2002er Box-Sets Retro erschienen war, und zum ersten Mal im digitalen Format der unbearbeitete 12-Zoll-Mix von The Perfect Kiss.
Das Album erhielt gute bis sehr gute Kritiken. Sowohl das Magazin Blender als auch das Q bewerteten das Album mit fünf von fünf Sternen. Low-Life erreichte Platz sieben in den britischen Charts und Platz 94 in den Billboard 200. Im deutschsprachigen Raum konnte es sich nicht platzieren. Low-Life wurde genauso wie Technique von 1989 in das Buch 1001 Albums You Must Hear Before You Die von Robert Dimery aufgenommen.

## Titelliste
1. Love Vigilantes –	4:16
2. The Perfect Kiss – 4:51
3. This Time of Night – 4:45
4. Sunrise –	6:01
5. Elegia –	4:56
6. Sooner Than You Think –	5:12
7. Sub-culture – 4:58
8. Face Up –	5:02

## Charts und Chartplatzierungen
| ChartsChartplatzierungen       | Höchstplatzierung | Wochen |
| ------------------------------ | ----------------- | ------ |
| Vereinigte Staaten (Billboard) | 94 (22 Wo.)       | 22     |
| Vereinigtes Königreich (OCC)   | 7 (10 Wo.)        | 10     |

## Auszeichnungen für Musikverkäufe
| Land/Region                  | Auszeichnungen für Musikverkäufe (Land/Region, Auszeichnung, Verkäufe) | Verkäufe |
| ---------------------------- | ---------------------------------------------------------------------- | -------- |
| Vereinigtes Königreich (BPI) | Silber                                                                 | 60.000   |
| Insgesamt                    | 1× Silber ·                                                            | 60.000   |